# Amorphophallus longistylus
Amorphophallus longistylus är en kallaväxtart som beskrevs av Wilhelm Sulpiz Kurz och Joseph Dalton Hooker. Amorphophallus longistylus ingår i släktet Amorphophallus och familjen kallaväxter. Inga underarter finns listade.